# Institut Milà i Fontanals
L'Institut Milà i Fontanals és un centre d'educació secundària situat a la plaça de Folch i Torres del Raval de Barcelona.

## Història
Va ser fundat el 1933 com a Institut Escola Pi i Margall als Jesuïtes del carrer de Rosselló. El 1941, ja amb el nom actual, s'instal·là al Palau del Marquès de Camps al carrer de la Canuda (retornat als seus propietaris i llogat per l'Ajuntament de Barcelona), on va romandre fins al començament del curs 1961-1962, quan es va traslladar a un edifici de nova construcció, inaugurat el 24 de novembre per l'aleshores ministre d'Educació Jesús Rubio García-Mina.
El curs 2008-2009 va celebrar el seu 75è aniversari.